# 완주 안심사 부도군
완주 안심사 부도군(完州 安心寺 浮屠群)은 대한민국 전북특별자치도 완주군 안심사에 있는 부도군이다. 금강계단이 보물로 승격 지정되며, 부도군을 묶어 2005년 12월 16일 전라북도의 문화재자료 제186호로 지정되었다.

## 개요
이 구조물은 석가모니의 치아 한 개와 사리 열 개를 봉안하려고 조선 영조 35년(1759)에 세웠다. 부도전은 앞면과 옆면에 긴 직사각형 돌을 놓아 축대를 쌓고, 그 위에 비슷한 크기의 돌판을 한 줄로 얹었다. 돌판에는 연꽃과 回(회)자 문양을 섬세하게 조각하였다. 부도전의 네 귀퉁이에는 장군 모양의 돌조각을 놓았다. 부도전 중앙 뒷편에는 종 모양의 부도가 있는데, 받침부와 지붕에 새긴 문양이 매우 섬세하다. 부도전을 짓기에 앞서 세조가 직접 글을 짓고 글씨를 써 주었는데, 그 글씨를 보관하려고 별도의 건물을 함께 지었다고 한다.

## 같이 보기
- 안심사
- 완주 안심사 금강계단 - 보물 제1434호

## 참고 자료
- 안심사부도군 - 국가유산청 국가유산포털